# 大新庄行宫
大新庄行宫，位于今北京市顺义区张镇侯庄子村南，清朝时地属順天府通州三河县，是清朝乾隆年间所建的皇家行宫。

## 简介
大新庄行宫，当地人俗称为顺义行宫、赵各庄行宫，位于今北京市顺义区张镇侯庄子村南，距北京紫禁城直线距离50.59公里。行宫在金鸡河东岸，蟠龙山附近。清朝乾隆十九年（1754年），将三河县西北盘龙山的蟠龙山行宫（位于大新庄行宫以南约3.7公里）移建至此，成为大新庄行宫。
行宫外面有前石桥、西石桥、东木桥各1座。宫内有前、后大殿，后面有四合院、两层楼一栋，共计房屋140多间。行宫四周有松树百余株，松树林内有龙眼井两口。该行宫是清朝皇帝谒东陵、蟠龙山拜庙、丫髻山进香途中的驻跸之所。
清朝时，三河县除北部的大新庄行宫，还有烟郊行宫。《日下旧闻考》卷一百十一《京畿三河县》记载：

増：大新庄行宫，乾隆十九年建。前建石桥一座，西石桥一座，东木桥一座。（《三河县志》）臣等谨按：大新庄行宫内恭悬皇上御书扁曰“止水灵渊”，曰“随安室”，曰“物外情”，联曰：“法雨普沾资海滴，慧珠通映仰灯然。”又联曰：“勒寒花树芳迟发，向暖郊原润逮耕。”又曰：“万顷绿云秋麦蔚，千村红雨杏花深。”
増：乾隆三十五年御制大新庄行宫晩坐诗：过午非常暖，蒸为云密垂。远山藏影暗，平野羃烟披。作雨庶几遇，去年有所思。春郊沾尺泽，心幸复斯时。（昨岁至盘山，适当好雨优沾，回跸经此，村农共趂春耕，览之心慰。兹将届兴犁，正思甘雨，幸午暄云布，冀酿尺霖，复如去年之沾泽，以纾望念。）
増：乾隆四十年御制于大新庄行宫作：列岫对龙蟠，（是处又名蟠龙山，以南对列岫得名。）居停一宿安。村民迓行辇，卫士解征鞍。书史静如待，庭轩清且宽，杏花将欲绽，芳信逓田盘。
臣等谨按：大新庄行宫御制诗，谨绎有关纪述者，恭载卷内，余不备录。

1960年代，大新庄行宫被人为拆毁。如今，原行宫的地面建筑均已无存。1990年代，当地政府出资在行宫原址兴建了一组仿古建筑，后来由行宫书画院管理使用。仿古建筑院落的大门朝西，院内分为两进院落，两进院落之间有一垂花门。垂花门外东侧的竹林中有一口古井，据传是行宫的遗物。